# Synoicum daucum
Synoicum daucum is een zakpijpensoort uit de familie van de Polyclinidae. De wetenschappelijke naam van de soort werd in 1977 voor het eerst geldig gepubliceerd door het echtpaar Claude en Françoise Monniot.